# Station Søvind
Station Søvind is een voormalig spoorwegstation in Søvind, Denemarken. Het station lag aan de spoorlijn Horsens - Odder, die in 1904 door de Horsens-Odder Jernbane (HOJ) was aangelegd.
Station Søvind is op 14 mei 1904 geopend. Het stationsgebouw is ontworpen door Heinrich Wenck. De spoorlijn kende nauwelijks enige vorm van grootschalig vervoer, met uitzondering van het mergeltransport dat plaatsvond vanuit Søvind.
Op 31 maart 1967 werd de spoorlijn opgeheven, waarmee er een eind kwam aan het spoorvervoer in Søvind. Het stationsgebouw is bewaard gebleven en is privaat eigendom.